# Décès en 1375
Décès
- 1371
- 1372
- 1373
- 1374
- 1375
- 1376
- 1377
- 1378
- 1379

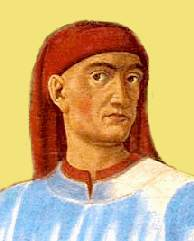
Boccace, mort en 1375.

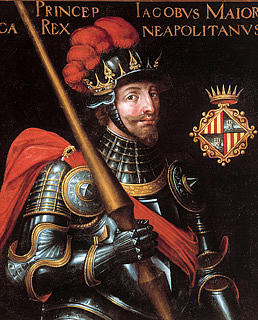
Jacques IV de Majorque, mort en 1375.

Cette page dresse une liste de personnalités mortes au cours de l'année 1375 :
- 20 janvier : Jacques IV de Majorque, roi consort de Naples, prétendant à la principauté d'Achaïe sous le nom de Jacques II et prétendant au trône de Majorque sous le nom de Jacques IV.
- 24 janvier : Jean d'Anguerant, président de la chambre des comptes et doyen de Chartres, évêque de Chartres, puis de Beauvais.
- 9 février : Chūgan Engetsu, poète japonais qui occupe une place éminente dans la littérature des cinq montagnes, littérature en chinois écrite au Japon.
- 7 mars : Bernard de Castelnau, évêque de Saint-Papoul.
- 16 avril : Jean de Hastings, noble et soldat anglais, 2e comte de Pembroke, chevalier de l'ordre de la Jarretière.
- 20 avril : Éléonore de Sicile, reine consort d'Aragon.
- mai : Mariano IV d'Arborée, juge d'Arborée, en Sardaigne.
- 4 mai : Jean de Dampierre Saint-Dizier, évêque de Verdun.
- juin : Raimond de Salg, Évêque d'Elne, puis archevêque d'Embrun, administrateur d'Agen et patriarche latin d'Antioche.
- 5 juillet : Charles III d'Alençon, comte d'Alençon, du Perche et archevêque de Lyon.
- 30 juillet : Bompar Virgile, 38e évêque d'Uzès puis évêque de Mende et comte de Gévaudan.
- 1er septembre : Philippe de France, duc d’Orléans.
- 12 octobre : Louis Thézart, évêque de Bayeux puis archevêque de Reims.
- 19 octobre : Cansignorio della Scala,  homme politique italien.
- 24 octobre : Valdemar IV de Danemark, roi de Danemark.
- 12 novembre : Jean-Henri de Moravie, comte de Tyrol et margrave de Moravie.
- 21 décembre : Boccace, poète et humaniste italien.

- Jean Braque, évêque de Troyes.
- Étienne II de Bavière, duc de Bavière.
- Jean de Lusignan, prince titulaire d'Antioche en 1345, régent de Chypre, puis connétable de Chypre.
- Henri de Schleswig, duc de Schleswig.
- Paolo Alboino della Scala, membre de la dynastie scaligère qui gouverne Vérone et ses possessions.
- Anichino di Bongardo, condottiere italien d'origine allemande.
- Giovanni di Casali (né vers 1320), moine franciscain, philosophe naturel, mathématicien et théologien italien.
- Muhammad I, deuxième roi de l'Empire Bahmanide.
- Ibn al-Shâtir, ou ʿAlāʾ al‐Dīn ʿAlī Ibn Ibrāhīm Ibn Al-Shâtir Al Dimashqi , astronome et mathématicien.
- Guichard Tavelli, prince-évêque de Sion.

## Crédit d'auteurs
- Cet article est partiellement ou en totalité issu de l'article intitulé « 1375 » (voir la liste des auteurs).